# NXT TakeOver: The End
NXT TakeOver: The End è stato il decimo show della serie NXT TakeOver, prodotto dalla WWE) per il roster di NXT, e trasmesso in diretta sul WWE Network. L'evento si è tenuto l'8 giugno 2016 alla Full Sail University di Winter Park (Florida).

## Storyline
La serie di NXT TakeOver, riservata ai lottatori di NXT, settore di sviluppo della World Wrestling Entertainment (WWE), è iniziata il 29 maggio 2014, con lo show tenutosi alla Full Sail University di Winter Park (Florida) e trasmesso live sul WWE Network.
Il 21 aprile, durante un Live event, Samoa Joe ha sconfitto Finn Bálor conquistando così l'NXT Championship per la prima volta. Nella puntata di NXT dell'11 maggio, il General Manager William Regal ha annunciato il rematch titolato fra i due per NXT TakeOver: The End, che sarebbe stato uno Steel Cage match.

## Risultati
| # | Match                                                                                                   | Stipulazioni                                   | Durata |
| - | --- | ---------------------------------------------- | ------ |
| 1 | Andrade "Cien" Almas ha sconfitto Tye Dillinger                                                         | Single match                                   | 05:22  |
| 2 | The Revival (Dash Wilder e Scott Dawson) hanno sconfitto American Alpha (Chad Gable e Jason Jordan) (c) | Tag Team match per l'NXT Tag Team Championship | 16:00  |
| 3 | Shinsuke Nakamura ha sconfitto Austin Aries                                                             | Single match                                   | 17:05  |
| 4 | Asuka (c) ha sconfitto Nia Jax                                                                          | Single match per l'NXT Women's Championship    | 09:12  |
| 5 | Samoa Joe (c) ha sconfitto Finn Bálor                                                                   | Steel Cage match per l'NXT Championship        | 16:10  |